# Smaug mossambicus
Smaug mossambicus là một loài thằn lằn trong họ Cordylidae. Loài này được Fitzsimons mô tả khoa học đầu tiên năm 1958.

## Hình ảnh

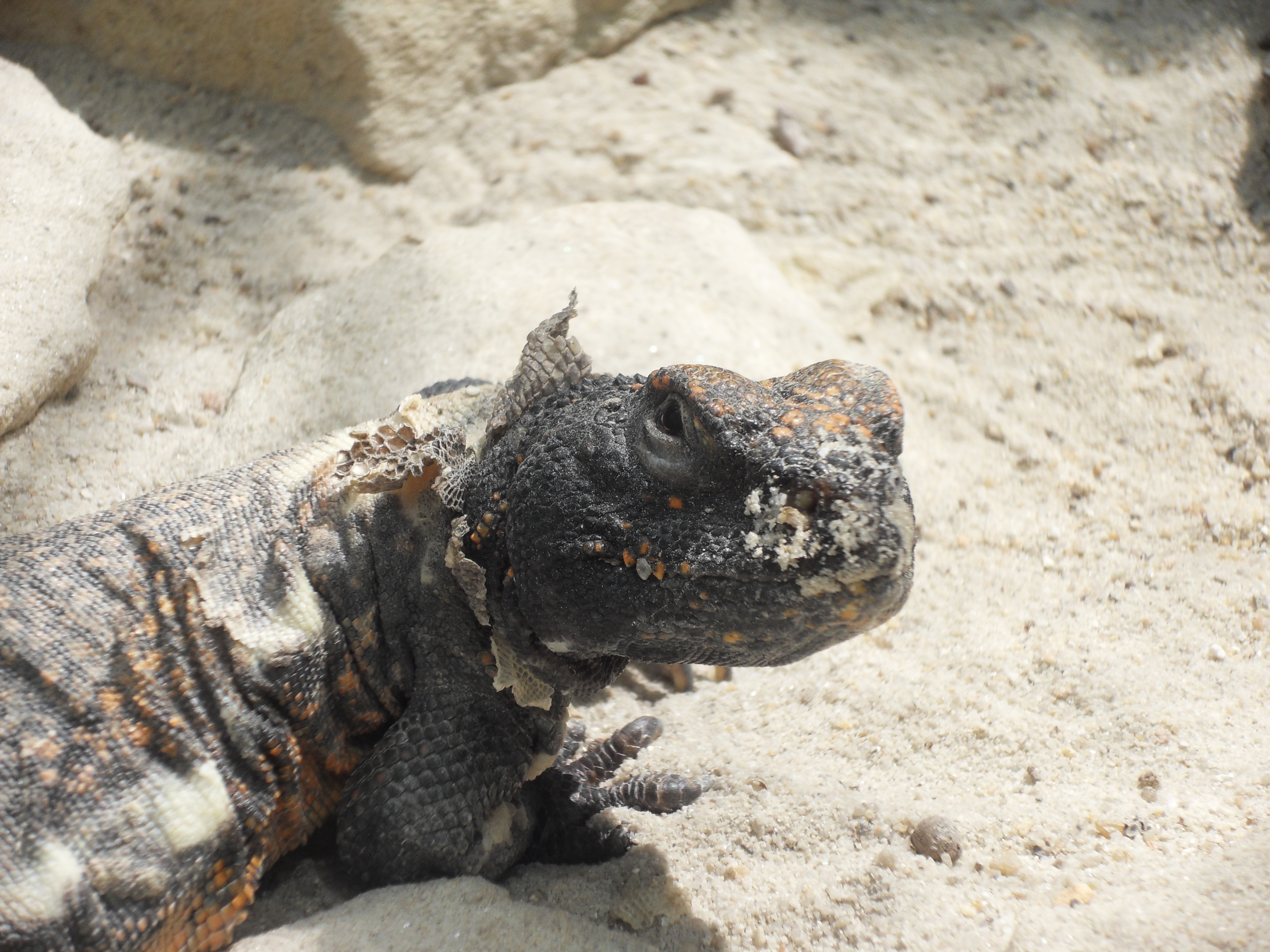
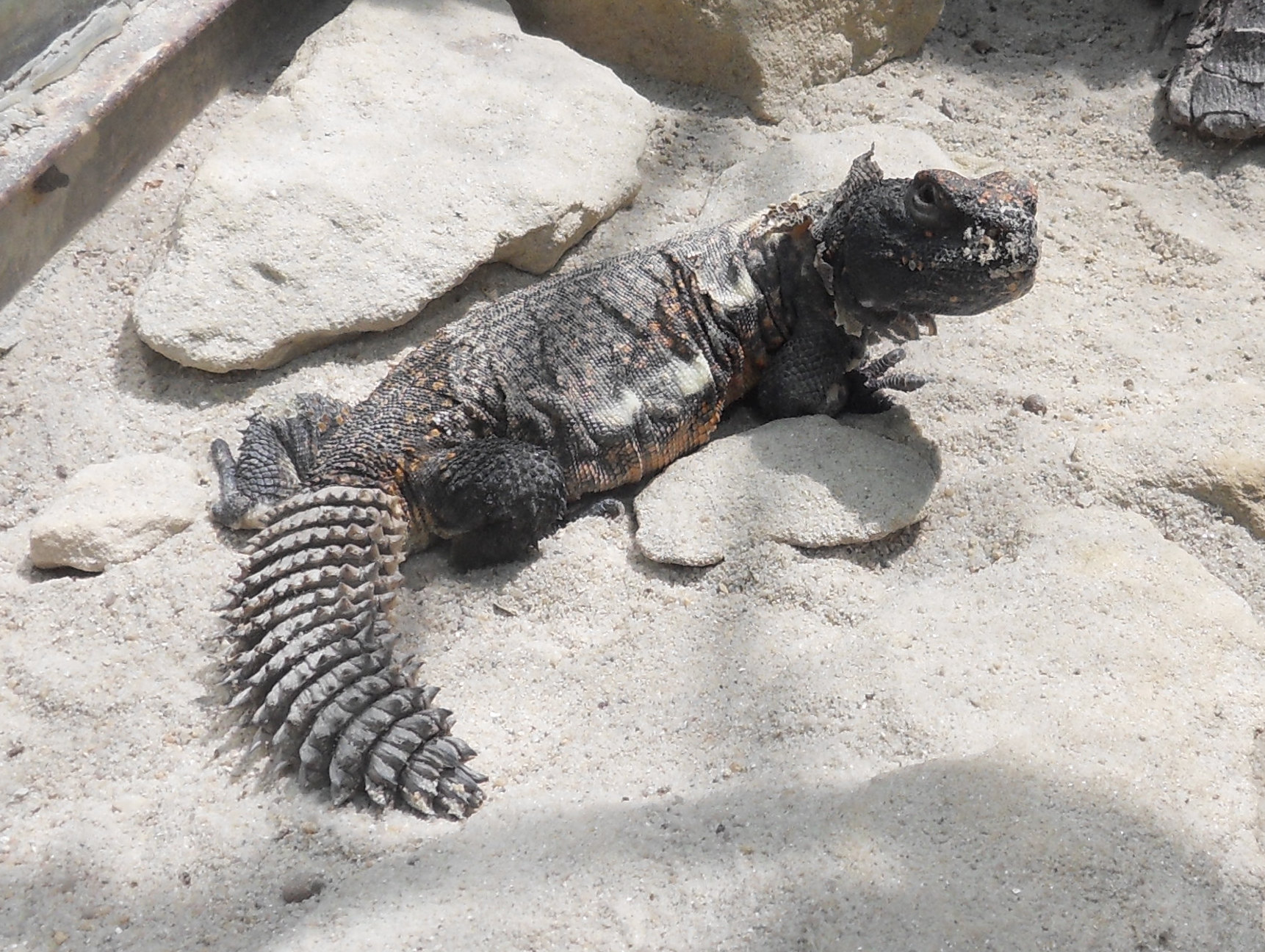